# Political Action Committee
Ein Political Action Committee (PAC) ist in den USA die Bezeichnung für eine Lobbygruppe, die sich darauf konzentriert, Abgeordnete oder Wahlbeamte der Regierung zu unterstützen oder zu bekämpfen. Die PACs unterliegen dabei bestimmten gesetzlichen Regeln; neben Interessengruppen gründen auch viele Amtsinhaber eigene PACs, um ihr Fundraising zu organisieren.
Zu den Regeln, denen PACs unterliegen, gehört die Höchstgrenze für Beträge, die sie bestimmten Kandidaten und Parteien spenden können:
- $5.000 pro Kandidat und Wahl, wobei Vorwahlen und eigentliche Wahl getrennt zählen
- $15.000 pro Jahr an eine Partei
- $5.000 pro Jahr an ein anderes PAC

Sie können aber unbegrenzte Geldmittel einsetzen, um eigene Anzeigen zu schalten oder auf sonstigem Wege Werbung für ihre(n) Kandidaten zu betreiben.

## Super-PACs
Grundsätzlich war festgelegt, dass Einzelpersonen den Wahlkampf mit höchstens 2.500 Dollar pro Kandidat bzw. 5.000 Dollar pro Kandidat im Präsidentschaftswahlkampf unterstützen dürfen. Unternehmen, Verbände und Gewerkschaften dürfen Kandidaten nicht finanziell unterstützen.
Von diesem Grundsatz gibt es seit dem Jahr 2010 eine Ausnahme für spezielle Political Action Committees, die sogenannten Super-PACs. Im Jahr 2010 hat der Oberste Gerichtshof der Vereinigten Staaten in dem Verfahren Citizens United v. Federal Election Commission geurteilt, dass das Recht auf freie Meinungsäußerung auch für Unternehmen und Verbände gelte und dass Spenden unter die Meinungsbildung und -äußerung fielen. Kurz darauf stellte im März 2010 das United States Court of Appeals for the District of Columbia Circuit in SpeechNow.org v. Federal Election Commission klar, dass PACs dann unbegrenzt Spenden von natürlichen und juristischen Personen annehmen dürfen, wenn sie Mittel nicht direkt an Kandidaten, Parteien oder andere PACs weiterleiten oder ihre Kampagne mit diesen koordinieren. Diese PACs werden als Super-PACs bezeichnet. Sie müssen ihre Spender und die Spendensumme im Normalfall erst dann nennen, wenn die Wahl bereits vorbei ist.
Nach Auswertung der Berichte zum Wahlkampf 2012 kamen Aufsichtsbehörden und Journalisten zum Ergebnis, dass die Finanzierung der Super-PACs durch vielfache Überweisungen zwischen den verschiedensten Gruppen und Initiativen vollkommen intransparent ist: „Der Weg des Geldes kann nicht verfolgt werden“.

## Präsidentschaftswahlen 2004
Bei den US-Präsidentschaftswahlen 2004 waren die 10 PACs, die (selbst oder auch nahestehende Organisationen) am meisten Geld aufwendeten:
1. EMILY’s List $22,767,521 (Unterstützt weibliche Politiker der Demokraten)
2. Service Employees International Union $12,899,352
3. American Federation of Teachers $12,789,296
4. American Medical Association $11,901,542
5. National Rifle Association $11,173,358
6. Teamsters Union $11,128,729
7. International Brotherhood of Electrical Workers $10,819,724
8. National Education Association $10,521,538
9. American Federation of State, County and Municipal Employees $9,882,022
10. Laborers’ International Union of North America (LIUNA) $9,523,837

## Wahlen in den Vereinigten Staaten 2010
1. SarahPAC, PAC von Sarah Palin

## Wahlen 2012
The New York Times hat im Vorfeld der Präsidentschaftswahl in den Vereinigten Staaten 2012 aufgrund der eingegangenen Anmeldungen eine Liste der größten Spender in den letzten drei Monaten des Jahres 2011 zusammengestellt.

## Wahlen 2016
Nach Untersuchungen der Washington Post im Vorfeld der Präsidentschaftswahl in den Vereinigten Staaten 2016 sammelten die Super PACs bis Ende August 2016 1,1 Milliarden Dollar.

## Mayday.US
Mayday.US ist ein besonderes Super-PAC, welches sich zum Ziel gesetzt hat, alle Super-PACs abzuschaffen. In den Kongress sollen Abgeordnete gewählt werden, die sich gegen den korrumpierenden Einfluss von Geld in der Politik stellen und PACs abschaffen möchten. Das Super-PAC ist mit mehr als 7,9 Millionen Dollar ausgestattet und wurde von mehr als 55.300 Spendern durch Crowdfunding finanziert (Stand August 2014). Der Initiator des PACs ist der Harvard-Professor Lawrence Lessig.